# ジョルジュ・アペール
ジョルジュ・ヴィクトル・アペール（フランス語: Georges Victor Appert、1850年9月1日 - 1934年3月28日）は、フランスの法学者、日本研究者。明治期に来日したお雇い外国人の一人。

## 経歴
1850年、シャンパーニュ州マルヌ県エペルネで生まれた。1869年、パリ大学法学部入学。1872年に法学博士号を取得。その後は弁護士として活動した。
1879年に日本政府と雇用契約を結び、司法省の法律顧問兼法学教師として来日。司法省法学校、明治法律学校、東京法学校などで教壇に立った。1884年に父の病気のため一時帰国。翌年再来日し、東京大学法学部教師に就任し、東京法学校にも再び出講した。
1889年に帰国した後は、母校のパリ大学講師となった。法律雑誌編集に従事するかたわら大宝律令や御成敗式目のフランス語訳を発表。1934年3月28日、パリの自宅で肺充血のため死去。その葬儀には多くの在仏日本人が参列した。

## 栄典
- 勲四等旭日小綬章（1884年）[2]

## 著書
- 『Du terme en droit romain et en droit français』 1876年
- 『経済学講義』 1883年
- 『理財学講義』 1884年
- 『Dictionnaire des termes de droit, d'économie politique et d'administration』 1885年
- 『旧日本（Ancien Japon）』 博聞社、1888年
- 『仏国商社法要義』 1890年
- 『Un code de la féodalité Japonaise au XIIIe siècle』 1900年
- 『日本立法資料全集』 別巻 337、仏国相続法講義、2005年